# لین لی (بازیکن والیبال)
لین لی (انگلیسی: Lin Li؛ زادهٔ ۵ ژوئیهٔ ۱۹۹۲) بازیکن والیبال اهل چین است.
از افتخارات وی می‌توان به کسب مدال طلا به همراه تیم ملی والیبال زنان چین در بازی‌های المپیک تابستانی ۲۰۱۶ اشاره کرد.